# Yuval Raphael
Yuval Raphael (Hebreeuws: יובל רפאל; Raänana, 5 november 2000) is een Israëlisch zangeres.

## Biografie
Raphael is Koerdisch-Iraaks en haar ouders vluchtten naar Israël waar Raphael werd geboren in Raänana. Op zesjarige leeftijd verhuisde ze voor drie jaar naar Zwitserland. Nadien keerde ze terug naar Raänana alwaar ze theater en Arabisch studeerde. In oktober 2023 overleefde ze het bloedbad op het muziekfestival Supernova Sukkot Gathering. Raphael verstopte zich in een schuilkelder in de buurt van kibboets Be'eri met 50 andere mensen, terwijl ze granaatscherven opliep door granaten die in de schuilkelder werden gegooid. Raphael was een van de 11 overlevenden die zich acht uur lang onder dode lichamen hadden verstopt. In een toespraak voor de Mensenrechtenraad van de Verenigde Naties beschreef ze wat ze zag tijdens de aanval.
Eind 2024 besloot ze haar kans te wagen in HaKokhav HaBa, een populaire Israëlische talentenjacht. Hoewel ze geen professionele ervaring had als zangeres, wist ze de finale te bereiken en deze te winnen. Hiermee won ze ook het voorrecht om haar vaderland te vertegenwoordigen op het Eurovisiesongfestival 2025, dat gehouden werd in Bazel, Zwitserland.
Ze ging richting Basel met het nummer New Day Will Rise. Het budget voor de inzending was 1 miljoen euro, omgerekend zo'n 3,5 miljoen shekels, waarvan het grootste gedeelte door Yuvals familie zelf werd betaald. Raphael trad in de tweede halve finale als 14e aan. Ze werd daarin eerste en plaatste zich voor de finale. Tijdens de finale op 17 mei won Raphael de televoting met 297 punten, waarmee het puntentotaal op 357 kwam en Raphael als tweede eindigde, achter Oostenrijk.

## Persoonlijk
Raphael is het nichtje van de rijke zakenvrouw Ronit Raphael. 
1973: Ilanit · 
1974: Poogy · 
1975: Shlomo Artzi · 
1976: Chocolad Menta Mastik · 
1977: Ilanit · 
1978: Izhar Cohen & The Alphabeta · 
1979: Gali Atari & Milk and Honey · 
1981: Hakol Over Habibi · 
1982: Avi Toledano · 
1983: Ofra Haza · 
1985: Izhar Cohen · 
1986: Moti Giladi & Sarai Tzuriel · 
1987: Lazy Bums · 
1988: Yardena Arazi · 
1989: Gili & Galit · 
1990: Rita · 
1991: Duo Datz · 
1992: Dafna Dekel · 
1993: The Shiru Group · 
1995: Liora · 
1998: Dana International · 
1999: Eden · 
2000: Ping Pong · 
2001: Tal Sondak · 
2002: Sarit Hadad · 
2003: Lior Narkis · 
2004: David D'Or · 
2005: Shiri Maimon · 
2006: Eddie Butler · 
2007: Teapacks · 
2008: Bo'az Ma'uda · 
2009: Noa & Mira Awad · 
2010: Harel Skaat · 
2011: Dana International · 
2012: Izabo · 
2013: Moran Mazor · 
2014: Mei Finegold · 
2015: Nadav Guedj · 
2016: Hovi Star · 
2017: Imri Ziv · 
2018: Netta Barzilai · 
2019: Kobi Marimi · 
2021: Eden Alene · 
2022: Michael Ben David · 
2023: Noa Kirel · 
2024: Eden Golan · 
2025: Yuval Raphael